# Cirrhilabrus finifenmaa
Cirrhilabrus finifenmaa is een straalvinnige vissensoort uit de familie van de lipvissen (Labridae). De wetenschappelijke naam van de soort werd in maart 2022 gepubliceerd door Tea, Najeeb, Rowlett & Rocha.

## Beschrijving
Cirrhilabrus finifenmaa heeft een groot verspreidingsgebied in de Indische Oceaan.
De soort is herkenbaar aan de roze kop en flank. De paarse en roze schubben zijn duidelijk zichtbaar bij deze vis. De rest van het lijf is grauw gekleurd. De vinnen en de onderkant van de vis zijn blauw.

## Identificatie
Tot 2022 werd geen onderscheid gemaakt tussen deze soort en Cirrhilabrus rubrisquamis. Onder die laatste naam is de soort een populaire aquariumvis geworden. De dieren in gevangenschap komen meestal uit de Malediven, waar rubrisquamis niet voorkomt.